# 1ª Klasse 1982 (hockey su pista)
La 1ª Klasse 1982 è stata la 35ª edizione del torneo di primo livello del campionato olandese di hockey su pista. Il titolo è stato vinto dal Dennenberg per la seconda volta nella sua storia.

## Squadre partecipanti
- AGOR
- Dennenberg
- Dordt
- Helmonds Rodar
- Lichtstad
- Marathon
- RC Den Haag
- Residentie

## Classifica finale
|                        | Pos. | Squadra        | Pt | G | V | N | P | GF | GS | DR |
| ---------------------- | ---- | -------------- | -- | - | - | - | - | -- | -- | -- |
| Paesi Bassi (bandiera) | 1.   | Dennenberg     | ?  |   |   |   |   |    |    |    |
|                        | 2.   | Marathon       | ?  |   |   |   |   |    |    |    |
|                        | 3.   | Lichtstad      | ?  |   |   |   |   |    |    |    |
|                        | 4.   | Residentie     | ?  |   |   |   |   |    |    |    |
|                        | 5.   | Dordt          | ?  |   |   |   |   |    |    |    |
|                        | 6.   | RC Den Haag    | ?  |   |   |   |   |    |    |    |
|                        | 7.   | AGOR           | ?  |   |   |   |   |    |    |    |
|                        | 8.   | Helmonds Rodar | ?  |   |   |   |   |    |    |    |

Legenda:
  Campione dei Paesi Bassi.
      Qualificato in Coppa dei Campioni 1982-1983.
      Qualificato in Coppa delle Coppe 1982-1983.
      Qualificato in Coppa CERS 1982-1983.
Note:
Due punti a vittoria, uno a pareggio, zero a sconfitta.
In caso di parità di punteggio, le posizioni erano decise per differenza reti generale.

## Verdetti
| Verdetto                          | Club                   |
| --------------------------------- | ---------------------- |
| Campione dei Paesi Bassi 1982     | Dennenberg (2º titolo) |
| Qualificato in Coppa dei Campioni | Dennenberg             |
| Qualificato in Coppa delle Coppe  | Marathon               |
| Qualificate in Coppa CERS         | Lichtstad Residentie   |